# Colette Beleys
Colette Beleys née le 20 décembre 1911 à Paris et morte le 23 janvier 1998 à Ennery (Val-d'Oise) est une artiste peintre française.
Active à Paris, son atelier se situait dans le quartier du Montparnasse, rue Huyghens. Elle y a travaillé pendant une soixantaine d'années. Dans cet atelier se sont côtoyés de nombreux artistes qui furent ses amis, dont Georges Rohner, Mario Prassinos, Francis Gruber, Pierre Tal Coat, Édouard Pignon, André Marchand, Jean Bazaine, ainsi que de grands marchands, critiques d'art et conservateurs de musées tels Wilhelm Uhde, Maximilien Gauthier, Jean Cassou, Raymond Cogniat, George Besson ou Bernard Dorival. Inspirées par l'art naïf, ses œuvres figurent dans de nombreux musées français et étrangers.

## Biographie

### 1911-1931: l'enfance, les études, rencontre avecJean Lasne
Colette Beleys est née le 20 décembre 1911 à Paris, dans une famille d'imprimeurs installée rue Lafayette. À cinq ans, elle entre au lycée Lamartine et y poursuit ses études jusqu'à l'obtention du baccalauréat en 1929. À partir de 1923, elle suit des cours de dessin chez Mademoiselle Bazot, boulevard de Clichy. Elle s'initie à la lithographie avec Charles Léandre et Maurice Neumont. Elle expose deux lithographies au Salon des artistes français de 1931,.
Après le baccalauréat, elle suit simultanément les cours de droit à la faculté et les cours de l'École des arts appliqués, rue Duperré. Elle fréquente l'atelier de Fernand Sabatté et s'initie à l'art de l'affiche chez Paul Colin.
Elle se présente en mars 1930 au concours d'entrée à l'École des beaux-arts de Paris. Elle y rencontre le peintre Jean Lasne, qu'elle épousera en 1935. Colette Beleys et Jean Lasne fréquentent l'atelier de Lucien Simon et ont pour camarades Georges Rohner, Robert Humblot, Henri Jannot et Lucien Fontanarosa.

### 1932-1935: l'atelier de la rue Falguière et l'atelier de la rue Perrel
Colette Beleys s'installe avec Jean Lasne dans un atelier de la cité Falguière à Paris pour y travailler. Colette Beleys, ivre de liberté, oublie tout son savoir-faire acquis et se passionne pour les œuvres de Lubin Baugin, Jacques Linard et Louise Moillon révélées en 1934 au musée de l'Orangerie dans l'exposition Les Peintres de la réalité en France au XVIIe siècle. Elle pratique à cette époque une peinture « d'innocence » dans la lignée du Douanier Rousseau. À l'été 1935, Colette Beleys et Jean Lasne quittent la cité Falguière et sont accueillis par leur ami le peintre Henri Jannot dans son atelier de la rue Perrel dans le 14e arrondissement. C'est précisément l'ancien atelier qu'occupait le Douanier Rousseau. Beleys, émerveillée, peint dans l'atelier du Maître. Son admiration pour les peintres naïfs ne cessera de guider ses choix picturaux jusqu'à la Seconde Guerre mondiale.

### 1936-1940: avecJean Lasnedans l'atelier de la rue Huyghens
En décembre 1935, Colette Beleys et Jean Lasne se marient. Ils s'installent en janvier 1936 dans un atelier de Montparnasse, rue Huyghens. En septembre 1936, le couple voyage en Italie où elle va voir les primitifs de Sienne et particulièrement les œuvres de Piero della Francesca. Les toiles de cette époque sont imprégnées de cette poésie archaïque. Des grands marchands-collectionneurs, défenseurs de l'art naïf, tels Wilhelm Uhde, Maximilien Gauthier ou l’Anglais Arthur Jeffress (en) acquièrent ses œuvres. Arthur Jeffress désire consacrer une exposition aux toiles naïves de Colette Beleys dans sa galerie londonienne. Les prémices de la Seconde Guerre mondiale empêcheront la réalisation de ce projet. En 1939, Georges Huisman, directeur général des Beaux-Arts, acquiert pour l'État deux toiles qui seront déposées au musée de Grenoble, dont le conservateur, Andry-Farcy, avait été un des pionniers dans la découverte en France de l'art naïf en organisant, en 1937, à Paris, l'exposition intitulée Les Maîtres populaires de la réalité. Ces deux toiles, Évocation pastorale et Bolbec, sont les premiers achats publiques faits à Colette Beleys. Jean Lasne est mobilisé en septembre 1939. Il disparaît sur le front à Inor (Meuse) dès le début de l'avance allemande en mai 1940.

### 1944-1954: le retour à la peinture
De 1940 à 1944, l'unique préoccupation de Colette Beleys fut de réunir des témoignages sur la disparition de son mari. Elle a cessé de peindre durant cette période. Ses amis, les peintres André Marchand, Francis Gruber, Édouard Pignon et Mario Prassinos l'encouragent à reprendre les pinceaux. Avec sa mère Marguerite Beleys, devenue veuve également, elle va alors parcourir la France et l'Europe pour en rapporter un grand nombre de notes, croquis et dessins qui vont servir, une fois revenue à l'atelier, à composer ses toiles. En 1945, Colette Beleys visite successivement Perpignan, Châteauroux et le Calvados. En 1946 et 1947, elle se rend en Bretagne, à Loctudy, Quimper, Pont-l'Abbé, Perros-Guirec et Huelgoat. En 1948, elle part dans le Lot près de Saint-Cirq-Lapopie, dans les Alpes-de-Haute-Provence près de Sisteron et en Alsace dont sa famille maternelle est originaire. En 1949, elle séjourne dans les Alpes près d'Embrun. En 1950, elle va en Belgique et en Hollande ainsi qu'au Grand-Duché du Luxembourg. En 1951, elle se rend au lac Léman et visite Samoens, la Suisse et l'Autriche. Paris et la banlieue parisienne lui fournissent également des sujets pour ses toiles. En 1951, le marchand Charles-Auguste Girard lui présente le collectionneur Georges Renand qui lui restera fidèle et lui achètera de nombreuses toiles. En novembre 1951, la galerie Jeanne Castel, rue du Cirque à Paris, lui organise sa première exposition personnelle et Jean Cassou, conservateur en chef du musée national d'Art moderne, achète pour cette institution une toile : La Maison potagère. De 1951 à 1954, elle voyage en Belgique, Hollande, Autriche et Angleterre.

### 1954-1975: les grands voyages à travers l'Europe
En 1954 débute une longue série de voyages en Espagne. C'est également un tournant dans l'œuvre de la peintre. Elle abandonne définitivement son style primitif et poétique et désire rejoindre les maîtres de l'art classique admirés au Prado à Madrid : Goya, Vélasquez et Zurbarán. André Bernier organise dans sa galerie parisienne en 1958 et en 1960 deux expositions consacrées aux peintures d'Espagne. L'État lui achète le tableau Solitude du Torero et le dépose au musée Goya de Castres. L'année 1960 marque le retour en Italie précédemment visitée avec Jean Lasne en 1936. Elle passe par Rome, Naples, les Pouilles, la Calabre. En 1961, elle visite Florence, Ravenne, Assise et les Abruzzes et découvre la Yougoslavie (Belgrade, Skopje, Ohrid) et la Macédoine. En 1962, elle se rend en Bosnie à Sarajevo et en Croatie à Zagreb. Cette même année, la galerie Bernier organise une exposition consacrée aux peintures d’Italie. La Ville de Paris achète le tableau Cosenza (Calabre). En 1964, cette même galerie présente un choix d’œuvres issues des voyages en Yougoslavie intitulé Chronique en 30 tableaux d'un pays anachronique, titre est inspiré du livre La Chronique de Travnik d'Ivo Andrić, prix Nobel de littérature en 1961. En 1966, Colette Beleys, fascinée par le site du château de Vianden au Luxembourg, lieu qui avait déjà inspiré Victor Hugo, en brosse le Portrait en douze tableaux, série de toiles qui seront exposées au Centre culturel français de Luxembourg en 1969. Le Musée national d'histoire et d'art du Luxembourg lui achètera une toile à cette occasion. En 1968, elle expose à l'Institut français de Florence et en profite pour visiter les villas florentines et en rapporter des sujets pour ses toiles. Entre 1969 et 1972, elle découvre la Turquie, la Grèce, la Russie (Moscou et Léningrad) et la Bulgarie. En 1973, Colette Beleys et sa mère Marguerite passent des vacances en Haute Provence. La santé de Marguerite Beleys diminue et elle meurt en mai 1975.

### 1975-1998: voyages en France. Défense de l'œuvre deJean Lasne
La disparition de sa mère constitue une nouvelle épreuve pour Colette Beleys. Elle passe l'été dans l’Esterel puis à l’Île-aux-Moines. En novembre 1975, elle expose, dans le cadre d'Europalia 75, à la galerie Drisket à Liège, des toiles inspirées par la Turquie, la Bulgarie et la Russie. Le musée d'Art moderne et d'Art contemporain de Liège y acquiert la toile Parasols et falaises en Bulgarie. En 1976, à l'occasion d'une exposition consacrée à Marcel Proust intitulée Dessins et peintures d’Illiers-Combray, Colette Beleys rencontre Alain Rivière, fils de Jacques Rivière et neveu d’Alain-Fournier. Ce sera le début d'une longue amitié qui l’entraînera vers la Sologne et Le Grand Meaulnes. En 1981, Beleys présente à Cabrières-d'Aigues une exposition de ses toiles de Provence et y fait la connaissance d'Aline Giono, fille de Jean Giono. Cette nouvelle connivence d'esprit se traduira par l'exposition Provences autour de Giono à Courbevoie en 1983 et surtout par la présence de toiles de Beleys dans l'exposition consacrée à l'écrivain organisée à Forcalquier en 1984.
La galerie Raspail Rive Gauche présente, en 1987, un ensemble de toiles inspirées par la Yougoslavie sous le titre Une cantate en peintures autour de la Bosnie en hommage à Ivo Andric. Cette exposition sera reprise en 1988 à la galerie France à Bordeaux et en 1989 à la galerie Aktuaryus à Strasbourg.
Le Centre culturel de Courbevoie présente, en 1988, la première exposition rétrospective de son œuvre intitulée Un chemin de vie sur une palette.
En 1990, le musée Goya de Castres organise une exposition de ses toiles d'Espagne : Colette Beleys. Passion d'Espagne.
En 1995, le catalogue raisonné de son œuvre peint établi par Jean Bernard Sandler et comportant une préface de François Bergot, conservateur général du patrimoine, paraît aux Éditions Monelle Hayot. À cette occasion, le musée Ingres de Montauban, l'hôtel Jouffroy à Besançon, le musée Granet d'Aix-en-Provence, le musée des Beaux-Arts de Tourcoing et le musée des Beaux-Arts d'Orléans présentent une grande rétrospective de son œuvre intitulée Colette Beleys. Une vie en peinture.
À partir de 1980 et à l'occasion de l'exposition Forces Nouvelles 1935-1939 organisée par le musée d'Art moderne de la ville de Paris, Colette Beleys travaille pour remettre en lumière l'œuvre de son mari Jean Lasne qui n'avait pour ainsi dire jamais été présenté depuis sa disparition tragique en 1940. Colette Beleys reçoit la médaille d'argent de la Ville de Paris en 1981 et les insignes de chevalier de l’Ordre des Arts et des Lettres en 1993.
Elle meurt le 23 janvier 1998 à Ennery.
Trois ventes d'atelier ont eu lieu à Paris à l'hôtel Drouot en 1998, 1999 et 2001.

## Œuvres dans les collections publiques
Belgique
- Liège, musée d'Art moderne et d'Art contemporain : Les parasols ou Falaise et parasols, entré en 1975.

France
- Aix-en-Provence, musée Granet : 
  - Le Goûter, entré en 1998 ;
  - Sainte-Victoire avant l'incendie, entré en 1998.
- Amiens, musée de Picardie :
  - La Villa Aldobrandini à Frascati, entré en 1999 ;
  - La Villa Torlonia à Frascati, entré en 1999 ;
  - La Petite fille de Quilleboeuf, entré en 1999 ;
  - La Petite fille d'Aubervilliers, entré en 1999 ;
  - Le Bois de Gruchet, entré en 1999.
- Castres :
  - mairie : Les Poules au marché de Cuenca, entré en 1990.
  - musée Goya :
    - Solitude du Torero, coll. FNAC, inv. 27205 et D 63.5.1, entré en 1960[8] ;
    - Les Amoureux de Madrid, entré en 1997 ;
    - La Pradera de San Isidro, entré en 1997 ;
    - La Mère et l'enfant, entré en 1997 ;
    - La Femme en noir au marché de Plasencia, entré en 1997 ;
    - Les Moines blancs de la Alberca, entré en 1997 ;
    - Les Séminaristes, entré en 1997 ;
    - Le Picador, entré en 1997 ;
    - Les Parques de Peniscola, entré en 1997 ;
    - Vue de Salamanque, entré en 1997 ;
    - La Mendiante de l’hôpital de Tavera, entré en 1997 ;
    - La Femme à la fontaine de la Alberca, entré en 1997 ;
    - La Femme et le Christ à Ségovie, entré en 1997
    - Le Bassin de fleurs roses à Grenade, entré en 1997.
- Courbevoie, mairie : Istamboul-Le Bosphore, entré en 1988.
- Grenoble, musée de Grenoble :
  - Bolbec, coll. FNAC, inv. 16008, entré en 1939 ;
  - La Pastorale, coll. FNAC, inv 16009, entré en 1939.
- Laval, musée d'Art naïf et d'Arts singuliers :
  - Hélier endormi, inv. 97.16.1, entré en 1997[9] ;
  - La Grande ferme à Embrun, inv. 97.16.5, entré en 1997[10] ;
  - Le Diable, inv. 97.16.4, entré en 1997[11] ;
  - Le Pont sur la Seine, inv. 97.16.3, entré en 1997[12] ;
  - Maltaverne aux boutons dorés, inv. 97.16.2, entré en 1997[13].
- Maubeuge, musée Henri-Boez : Le Monastère de Decani, coll. FNAC, inv. 28513, entré en 1965.
- Montauban, musée Ingres-Bourdelle :
  - Hourton couché, inv. MI.  99.1.3, entré en 1999[14] ;
  - Les Joueurs de boules, inv. MI. 99.1.1, entré en 1999[15] ;
  - L'Église à Saint-Cirq-Lapopie, inv. MI. 99.1.2, entré en 1999[16].
- Orléans, musée des Beaux-Arts : 
  - Portrait de Pierre Hélier, entré en 1998 ;
  - Hourton à la mappemonde, entré en 1998 ;
  - Autoportrait au fauteuil blanc, entré en 1998 ;
  - Poissons séchant à Ostende, entré en 1998.
- Paris :
  - Fonds d'art contemporain, Paris Collections :
    - Cosenza-Calabre, inv. P. 14898, entré en 1962 ;
    - Sarajevo, inv. P. 15956, entré en 1964 ;
    - Le Cloître au jasmin à Almeria, inv. P. 18558, entré en 1981 ;
    - La Maison de Balzac, inv. P. 19387, entré en 1982.

  - musée national d'Art moderne : La Maison potagère, coll. FNAC, inv. 22781, entré en 1952.
- Puteaux, Fonds national d'art contemporain :
  - Paysage de Soria, coll. FNAC, inv. 26351, entré en 1958 ;
  - Les Parasols endormis et les albatros en vol, coll. FNAC, inv. 33624, entré en 1981.
- Tours, musée des Beaux-Arts :
  - Branche de mimosa, dessin, entré en 2000 ;
  - Paysage avec reliefs. Voguë, dessin, entré en 2000 ;
  - Étude de table avec une chaise, dessin, entré en 2000.

Guernesey
- Saint-Pierre-Port, Hauteville House : Maison de Victor Hugo à Vianden, inv. 2781, dépôt du musée d'Art moderne de Paris.

Luxembourg
- Luxembourg, Musée national d'histoire et d'art : Le Château vu des remparts, inv.1969.47, entré en 1969.

## Expositions
- 1934 : Peintures de C. Beleys, R. Humblot, H. Jannot, J. Lasne, G. Rohner, Paris, galerie Carmine, 51, rue de Seine, 2-15 novembre 1934.
- 1939 : Peintres et maîtres populaires, Paris, galerie de Beaune, 25 rue de Beaune, mai 1939.
- 1951 : 1re Biennale de peinture de France, dédiée à Raoul Dufy, Menton, Palais du Kursaal, 3 août-1er octobre 1951.
- 1951 : Colette Beleys, Paris, galerie Jeanne Castel, 3 rue du Cirque, 17 novembre-1er décembre 1951.
- 1960 : Colette Beleys, en Espagne, Paris, galerie Bernier, 15 avenue de Messine, 26 mars-23 avril 1960.
- 1962 : Colette Beleys, peintures d'Italie, Paris, galerie Bernier, 4 rue Jacques Callot, 24 mars-19 avril 1962.
- 1964 : Chronique en 30 tableaux d'un monde anachronique. Des monastères de Serbie aux mosquées de Bosnie, Paris, galerie Bernier, 4 rue Jacques Callot, 11 avril-9 mai 1964.
- 1968 : Peintures d'Italie de Colette Beleys, Florence, Institut français, juin 1968.
- 1969 : Portrait d'un château en 12 tableaux de Colette Beleys, Luxembourg, Centre culturel français, 16 avril-10 mai 1969.
- 1970 : Peintures d'Espagne. Colette Beleys, Barcelone, Institut français, novembre-décembre 1970.
- 1971 : Les Paysages d'eau de Combray et quelques toiles d'inspiration proustienne de Colette Beleys, Paris, Maison de l'Amérique latine, 18-24 juin 1971.
- 1973 : Paysages d'eau de Combray et toiles d'inspiration proustienne de Colette Beleys, Bruxelles, galerie Reflets, 19 mai-6 juin 1973.
- 1974 : Regards sur des pays slaves, Paris, galerie Colette Dubois, 352, rue Saint-Honoré, 13 février-4 mars 1974.
- 1976 : L'Espagne et Colette Beleys, Bruxelles, galerie Reflets, 14, rue Saint-Jean, 12 novembre-1er décembre 1976.
- 1978 : Paysages français, Paris, galerie Colette Dubois, 352, rue Saint-Honoré, 10 février-6 mars 1978.
- 1979 : Du côté de chez Proust, Courbevoie, Maison pour tous, 10-27 janvier 1979.
- 1979 : Les peintures d'Espagne de Colette Beleys, Bibliothèque espagnole, 11, avenue Marceau,14-24 novembre 1979.
- 1980 : Colette Beleys. Jardins d'Europe, Paris, galerie Galarte, 26, rue de Miollis, 6-30 novembre 1980.
- 1981 : Les peintures d'Espagne de Colette Beleys, Paris, Bibliothèque espagnole, 13-27 novembre 1981.
- 1982 : Colette Beleys, Bordeaux, Centre culturel Casa de Goya, 11 mars-2 avril 1982.
- 1982 : Andry-Farcy, un conservateur novateur, le musée de Grenoble de 1919 à 1949, Grenoble, musée de Grenoble, 1982.
- 1982 : Colette Beleys. Autour du Luxembourg. Paysages européens, Luxembourg, Centre culturel français, 12-27 novembre 1982.
- 1987 : Colette Beleys. Une cantate en peintures autour de la Bosnie en hommage à Ivo Andric, Paris, galerie Raspail rive gauche, 221, boulevard Raspail, 7-31 octobre 1987.
- 1988 : Colette Beleys. Une cantate en peintures autour de la Bosnie en hommage à Ivo Andric, Bordeaux, galerie France, 12, rue de la Devise, mars-avril 1988.
- 1988 : Colette Beleys. Un chemin de vie sur une palette, Courbevoie, Centre culturel, 5-28 octobre 1988.
- 1989 : Une cantate en peintures autour de la Bosnie en hommage à Ivo Andric, Strasbourg, galerie Aktuarius, 23, rue de la Nuée-Bleue, 14 juin-5 juillet 1989.
- 1990 : Colette Beleys. Une passion d'Espagne, Castres, musée Goya, 20 avril-10 juin 1990.
- 1995 : Colette Beleys. Une vie en peinture, Montauban, musée Ingres, 9 mars-7 mai 1995.
- 1995 : Colette Beleys. Une vie en peinture, Besançon, hôtel Jouffroy, 23 juin-17 septembre 1995.
- 1995 : Colette Beleys. Une vie en peinture, Aix-en-Provence, musée Granet, décembre 1995.
- 1996 : Colette Beleys. Une vie en peinture, Orléans, musée des Beaux-Arts, 2 juin-2 septembre 1996.
- 1996 : Colette Beleys. Une vie en peinture, Tourcoing, musée des Beaux-Arts, 21 septembre-25 novembre 1996.
- 2009 : Colette Beleys. Œuvres peintes, Paris, galerie Thierry Mercier, 40, rue de l’Université, 28 mai-20 juin 2009.